# Morte apparente (film 1994)
Morte apparente (Almost Dead), conosciuto anche con i titoli Non sono morta e Disperata ricerca, è un film del 1994 diretto da Ruben Preuss e con protagonisti Shannen Doherty, Costas Mandylor e John Diehl.

## Trama
La giovane dottoressa Katherine Roshak è ossessionata da visioni della madre, scomparsa da poco in un incendio. Confusa e spaventata, fa ritorno al paese natio per scoprire cosa scateni queste allucinazioni, e trova l'aiuto di un giovane poliziotto, Dominic.

## Distribuzione
Il film è uscito negli Stati Uniti direct-to-video nel marzo 1994, in Italia è stato distribuito in videocassetta nello stesso anno da RCS, per poi essere trasmesso in prima visione su Rai 2 l'11 marzo 1995 con il titolo Non sono morta.